# Sansoeta
Sansoeta es un despoblado que actualmente forma parte de los concejos de Arroyabe y Mendívil, situados en el municipio de Arrazua-Ubarrundia, en la provincia de Álava, País Vasco (España).

## Toponimia
A lo largo de los siglos ha sido conocido también con los nombres de Sansoheta, Sansueta y Sansuetta.

## Historia
Documentado desde 1025 (Reja de San Millán), en 1825 el Obispado mandó demoler su ermita de San Esteban por estar despoblado.
Actualmente sus tierras son conocidas con el topónimo de Sansueta.